# Die zwölf Riesen
Die zwölf Riesen ist ein Märchen (AaTh 590). Es steht in Ulrich Jahns Volksmärchen aus Pommern und Rügen an Stelle 36.

## Inhalt
Ein Edelmann hinterlässt nur Schulden. Der Sohn verkauft mit seiner Mutter das letzte Vieh und geht fort. An einer Weggabel im Wald trinkt er eine Flasche aus und gürtet sich eine Schnur um, die die Kraft von zwölf Riesen verleiht. So öffnet er den schweren Eisenriegel zu einem Schloss im Berg. Die Mutter macht den Haushalt, er geht jagen. Das Schloss gehört zwölf Riesen, die erschrecken über den offenen Riegel und schicken den Jüngsten vor. Die Mutter verliebt sich in ihn und versteckt ihn vor dem Sohn. Sie wollen heiraten und den Sohn loswerden. Dazu stellt sie sich krank und sagt, sie träumte, sie brauche Wasser des Lebens vom Bergquell, den zwei Löwen bewachen. Der Sohn schlägt den Löwen nieder und sieht die Löwin ihn mit dem Wasser heilen. Davon bringt er seiner Mutter, die Löwen folgen ihm wie Hunde. Er soll ihr noch Rebhühner jagen, befreit unterwegs aus einem zweiten Bergschloss eine Prinzessin. Er darf sie heiraten, erst bringt er aber der Mutter die Rebhühner. Die gibt ihm Schlaftrunk, horcht ihn nach der Ursache seiner Kraft aus. Er erwacht ohne die Schnur, der Riese sticht ihm im Wald die Augen aus. Die Löwen führen ihn zur Prinzessin, die ihm Glasaugen machen lässt und ihn zum König führt. Ein eifersüchtiger General bemerkt seine Blindheit, man sperrt ihn ein. Die Prinzessin aber geht mit ihm in den Wald. Ein blinder Raubvogel fällt in den Bach und sieht wieder. Sie wäscht dem Geliebten die Augen damit. Der General wird gerichtet, die Bergschlösser werden geplündert, der Sohn erhält die Schnur wieder, blendet den Riesen und der König richtet auch die Mutter.

## Herkunft
Jahn gibt an: „Mündlich aus Quatzow, Kreis Schlawe.“ Vgl. das folgende Die beiden Försterskinder, Grimms Der Königssohn, der sich vor nichts fürchtet, Wolfs Das weiße Hemd, das schwere Schwert und der goldene Ring, Der Kaiserssohn und sein Pathe. Den Typ Märchen kann man als Verarbeitung emotionaler Probleme des Sohnes bei neuer Heirat der Mutter verstehen, ihr neuer Mann erscheint als furchtbares Wesen.